# Kokino
Kokino (mazedonisch Кокино) ist eine megalithische Sternwarte, die erst im Jahr 2001 vom Archäologen Jovica Stankovski auf dem Gebiet der Gemeinde Staro Nagoričane etwa 30 km östlich der Stadt Kumanovo im Nordosten von Nordmazedonien entdeckt wurde. Die Bezeichnung rührt vom nächstgelegenen Dorf Kokino her, in dessen Nähe auch einige Keramiken einer prähistorischen Siedlung entdeckt wurden.

## Beschreibung
Die „Sternwarte“ besteht aus sieben Markierungen, so genannten  prestoli Thronen, die vor etwa 3800 Jahren in Stein gehauen wurden. Der höchste davon befindet sich auf dem Berg Tatičev kamen in 1013 Metern Höhe. Mit deren Hilfe ließen sich die extremen Positionen von Sonne und Mond im Jahresverlauf beobachten sowie der Zeitpunkt der Sommersonnenwende bestimmen. Für die sesshaft gewordenen Menschen hatte die exakte Bestimmung dieser Termine eine wichtige Funktion in Bezug auf das Bestellen der Felder. Darüber hinaus stießen die Forschenden am Fuße des Berges auf eine prähistorische Siedlung, die reiche Keramikfunde ergab.

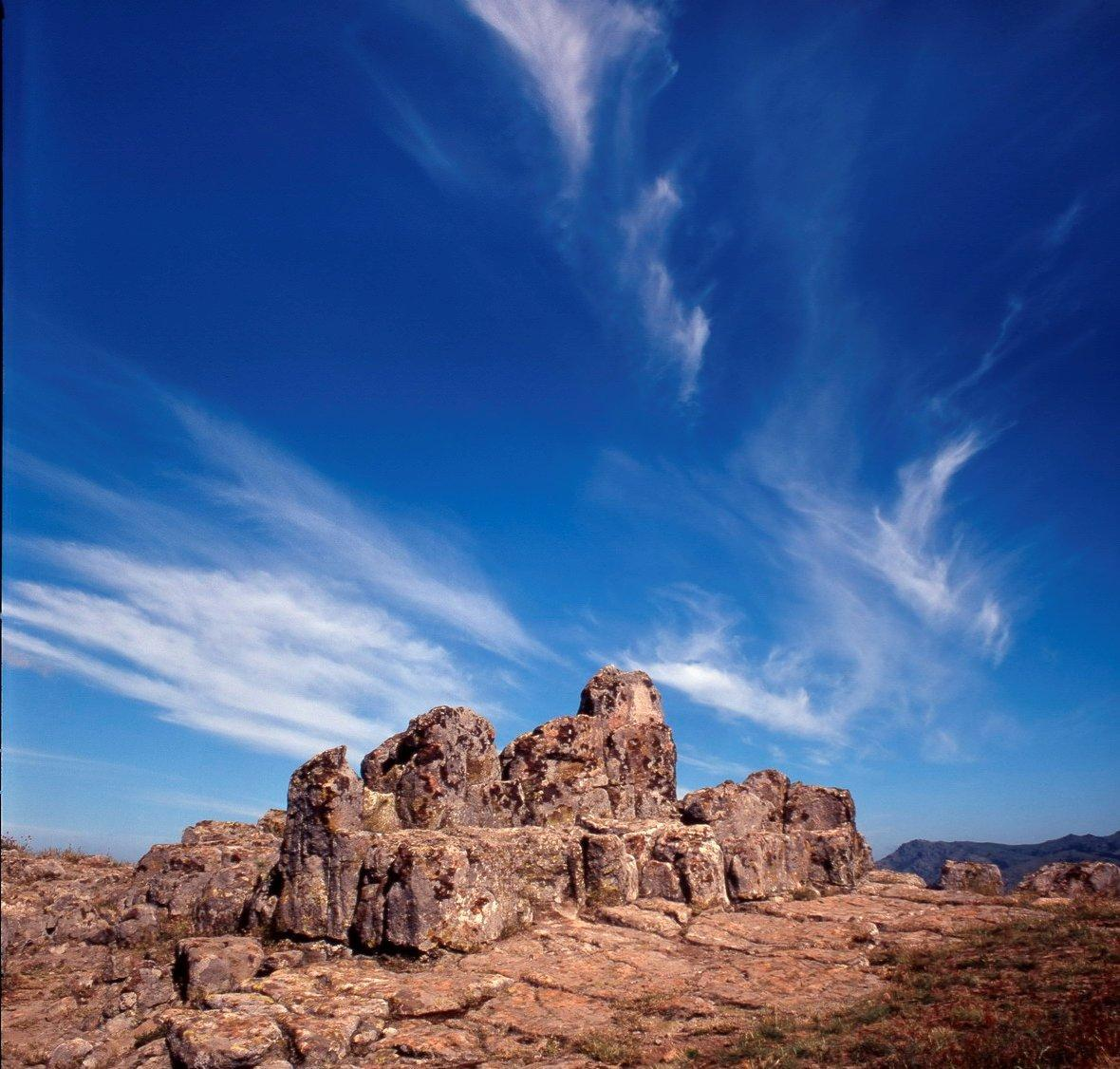
Kokino
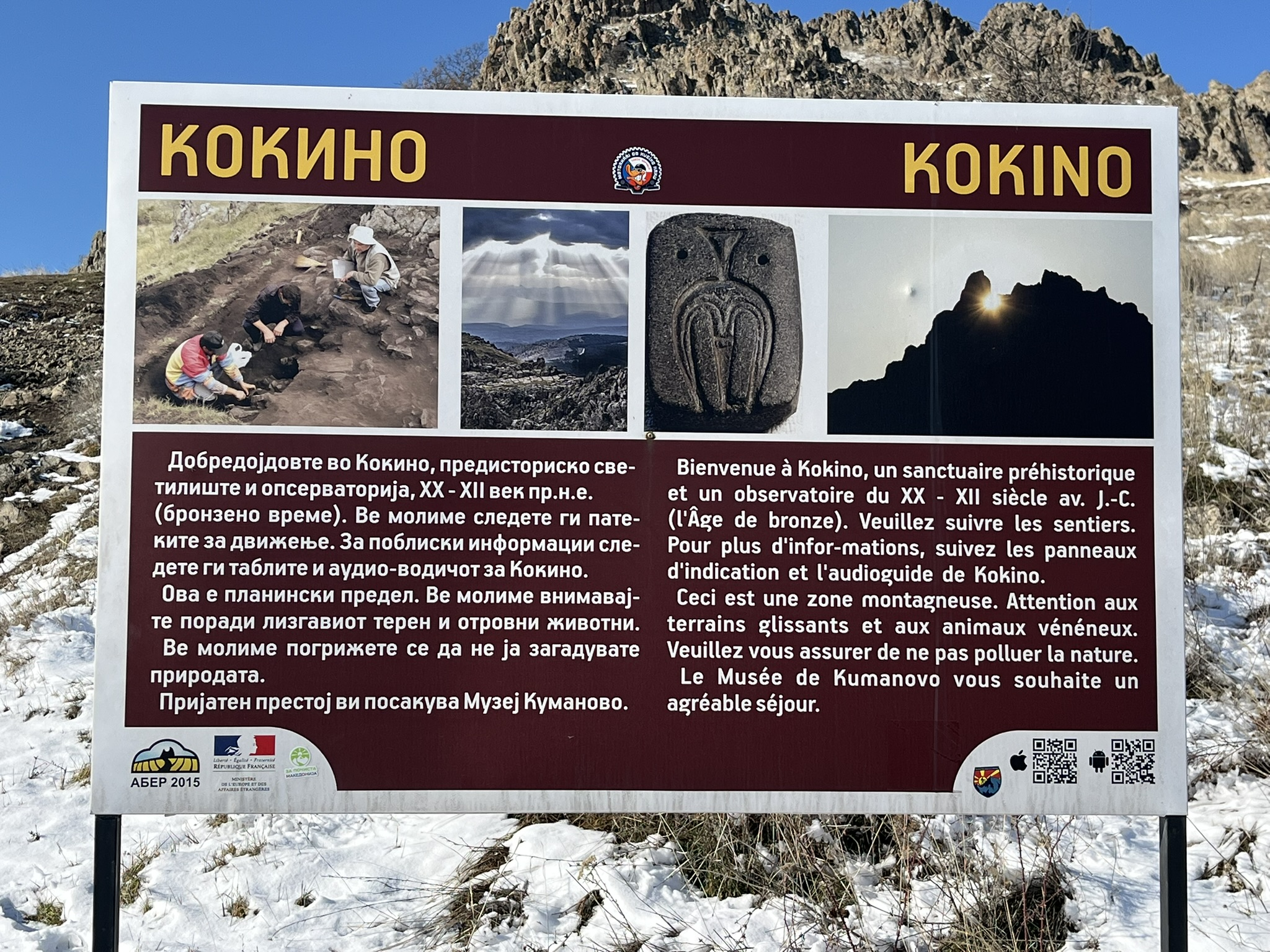
Hinweistafel zur Funktion
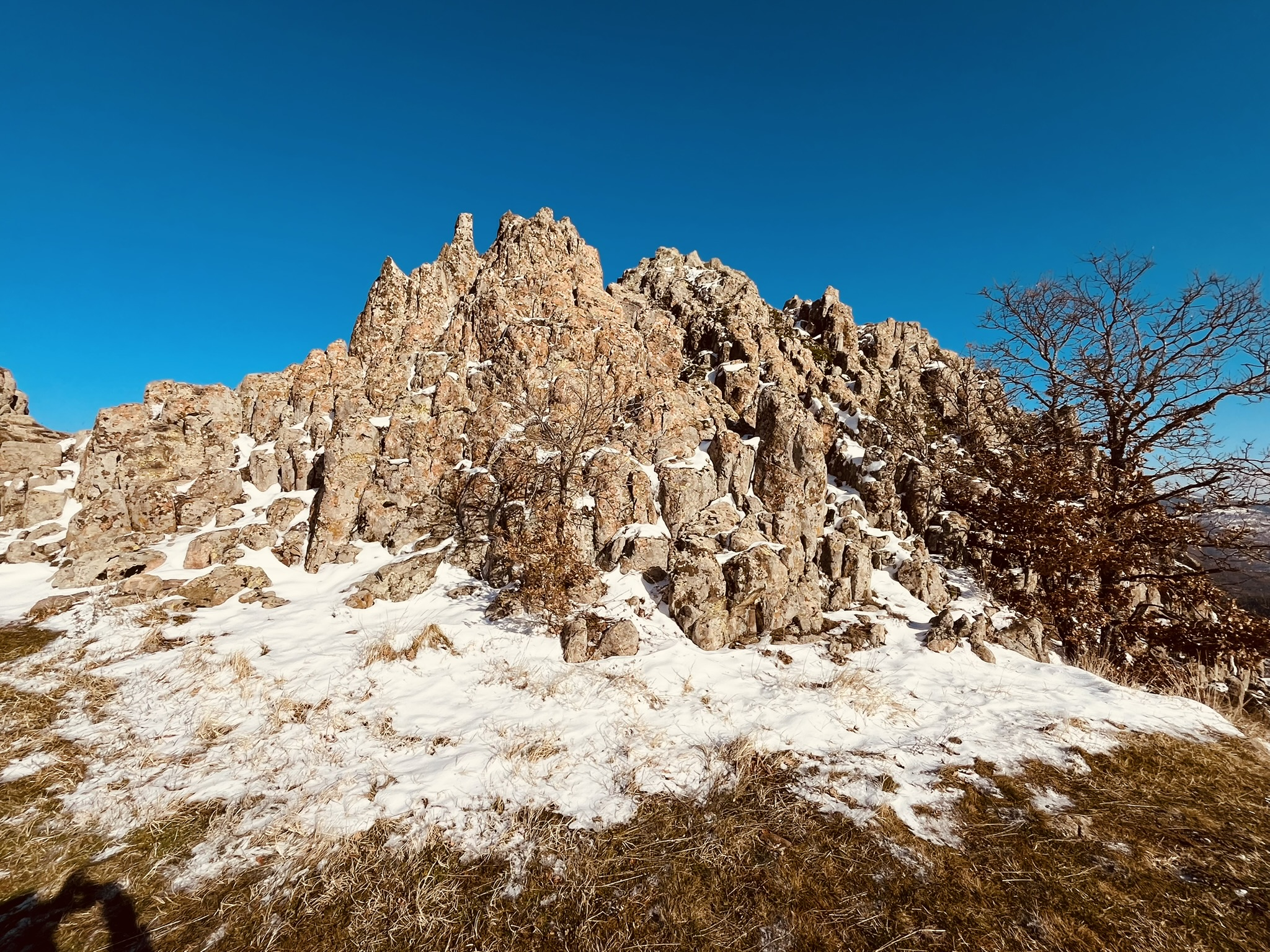
Gesamtansicht
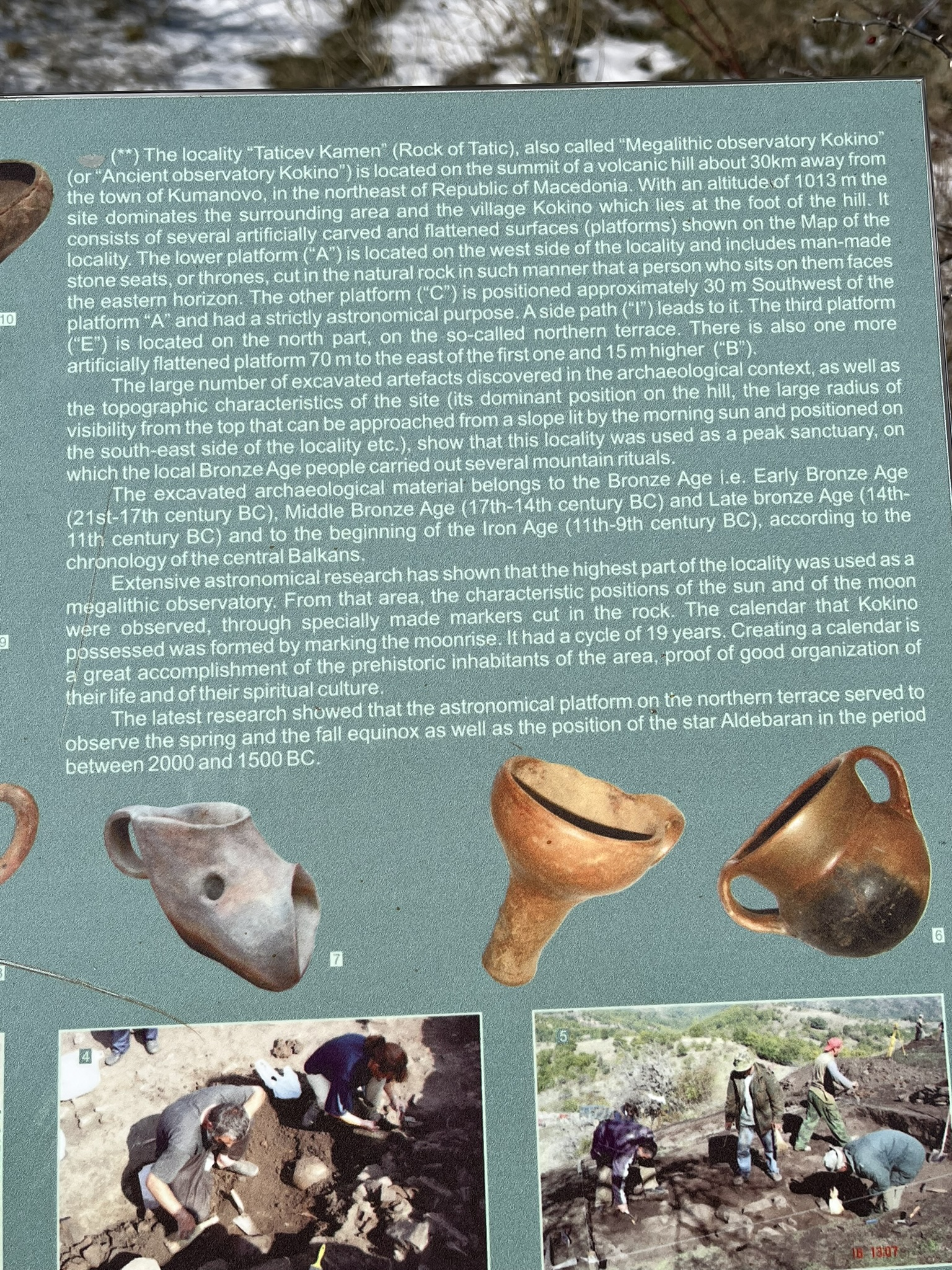
Hinweise zur Fundstätte

## NASA-Einordnung
Kokino wird in einer Liste der NASA über 15 bedeutende archäologische Observatorien, darunter so bekannte wie Abu Simbel in Ägypten, Stonehenge in England oder Angkor Wat in Kambodscha, geführt.